# 城堡门 (吕贝克)

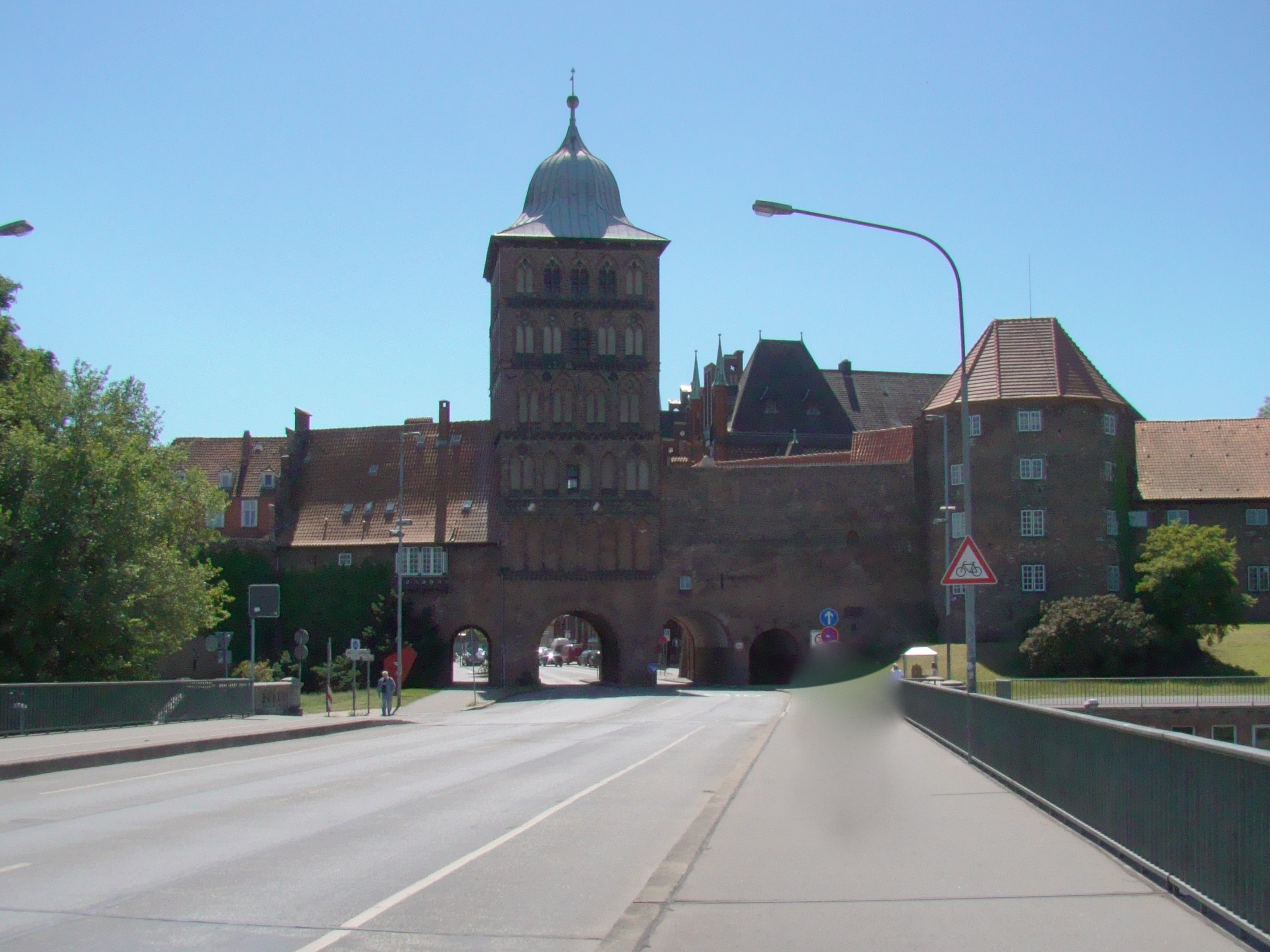
城堡门

城堡门（Burgtor）是汉萨同盟城市吕贝克（现在属于德国）北面的城门，建于1444年，晚期哥特式风格。

## 历史
城堡门是吕贝克中世纪堡垒保存下来的两座城门之一，另外一座是更为著名的霍尔斯滕门（Holstentor）。
1685年增加了巴洛克头盔状屋顶。
53°52′26″N 10°41′28″E / 53.8738°N 10.6912°E